# Tetjuschi
Tetjuschi (russisch Тетюши; tatarisch Тәтеш Təteş) ist eine Stadt in der Republik Tatarstan (Russland) mit 11.596 Einwohnern (Stand 14. Oktober 2010).

## Geografie
Die Stadt liegt etwa 180 km südlich der Republikhauptstadt Kasan am rechten, steilen Ufer der hier zum Kuibyschewer Stausee aufgestauten Wolga.
Tetjuschi ist Verwaltungszentrum des gleichnamigen Rajons.
Die nächstgelegene Eisenbahnstation befindet sich im 45 Kilometer westlich gelegenen Buinsk an der Strecke (Kasan-)Swijaschsk-Uljanowsk-Sysran-Saratow (Station Bua).

## Geschichte
Der Ort entstand 1574–1578 (nach anderen Angaben bereits 1555–1557) als Wachtposten Tetjuschskaja Sastawa, vermutlich benannt nach dem Namen eines tatarischen Feudalherren.
1781 wurde unter dem heutigen Namen das Stadtrecht als Verwaltungszentrum eines Kreises (Ujesds) verliehen. Bis zum Ende des 19. Jahrhunderts entwickelte sich die Stadt hauptsächlich als Handelszentrum.

### Bevölkerungsentwicklung
| Jahr | Einwohner |
| ---- | --------- |
| 1897 | 4.754     |
| 1926 | 4.799     |
| 1939 | 8.599     |
| 1959 | 7.884     |
| 1970 | 8.513     |
| 1979 | 10.199    |
| 1989 | 10.487    |
| 2002 | 11.931    |
| 2010 | 11.596    |

Anmerkung: Volkszählungsdaten

## Kultur und Sehenswürdigkeiten
In Tetjuschi ist die Kathedrale der Ikone der Gottesmutter von Kasan (Собор Казанской Божией Матери Sobor Kasanskoi Boschijei Materi; ursprünglich Dreifaltigkeitskathedrale) von 1773 erhalten. Die Stadt besitzt zudem ein Heimatmuseum.

## Wirtschaft
Neben einer Reihe von Unternehmen der Lebensmittelindustrie gibt es in Tetjuschi ein Zulieferwerk für das Hubschrauberwerk Kasan sowie Betriebe der holzverarbeitenden und der Baustoffindustrie.

## Söhne und Töchter der Stadt
- Wladimir Schurin (1891–1962), russisch-sowjetischer Wasserbauingenieur und Hochschullehrer
- Michail Kuprijanow (1903–1991), Zeichner und Karikaturist, einer der drei Kukryniksy
- Michail Makarow (1915–?), Agent
- Milda Wikturina (1923–2005), Restauratorin